# Reactiehout

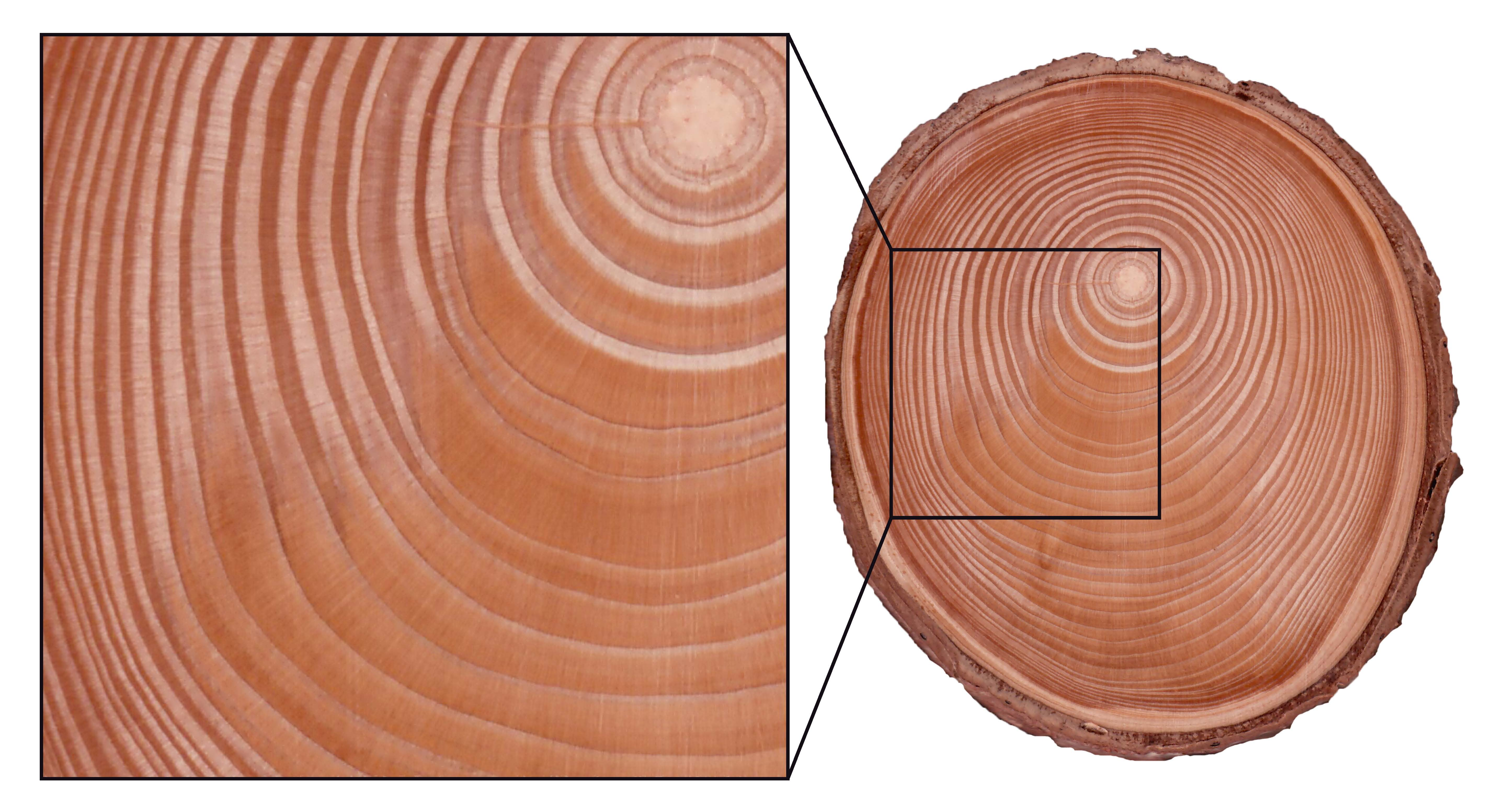
Reactiehout van een fijnspar

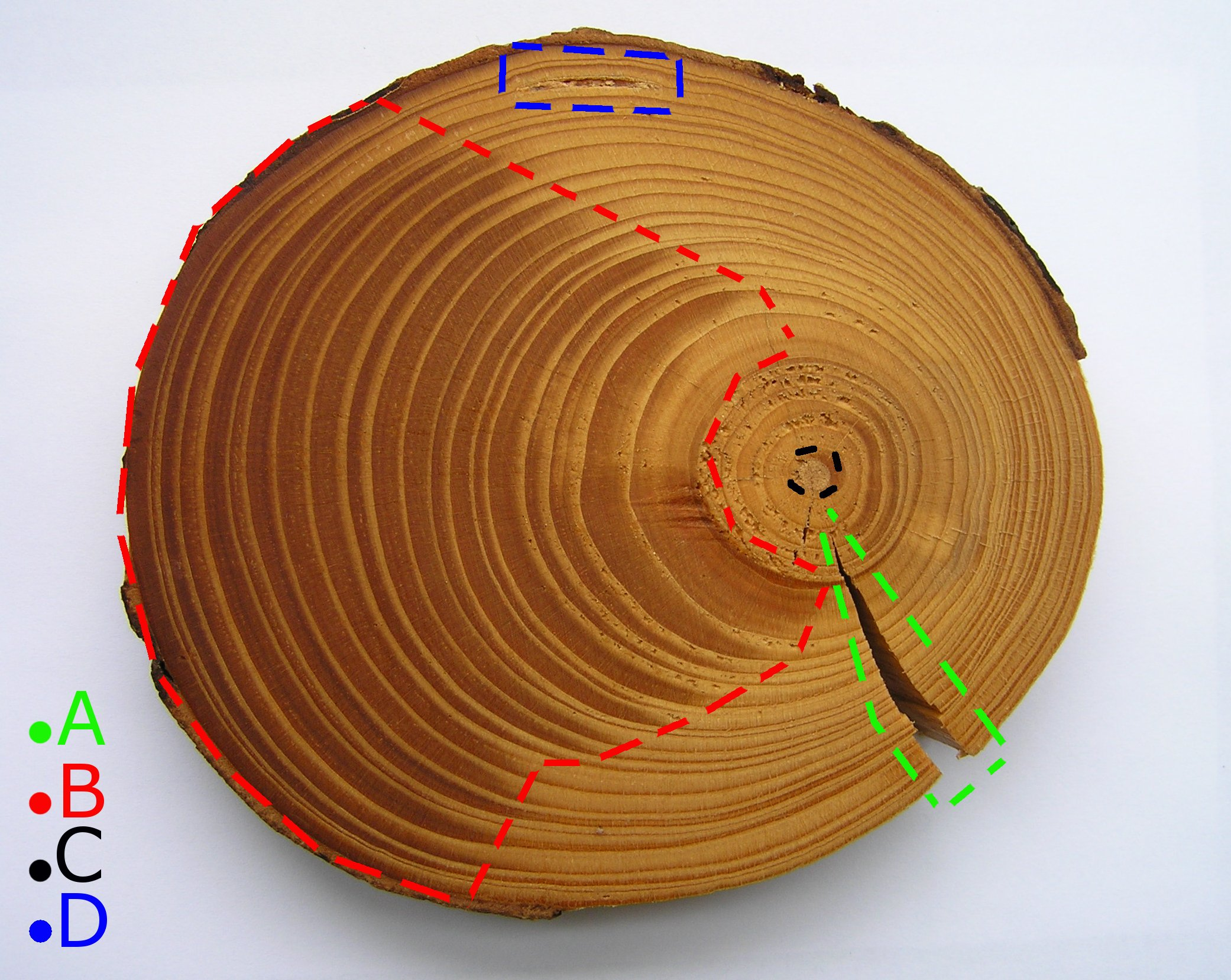
Reactiehout van een fijnspar

Reactiehout wordt gevormd in de takken, stam of wortels van een boom. Een boom vormt reactiehout wanneer het aan onverwachte drukveranderingen wordt blootgesteld en daarna probeert een nieuw evenwicht te creëren. Een voorbeeld hiervan is wanneer de boom bij hevige storm wordt geraakt door een andere boom en hierdoor geforceerd wordt in een andere positie.
In geval van naaldbomen wordt er drukhout gevormd aan de onderkant van de boom. Bij loofbomen wordt er trekhout gevormd aan de bovenkant van de boom.
Bij de vorming van reactiehout is dit duidelijk terug te zien in de jaarringen doordat deze groeiringen breder zijn dan normaal. Drukhout kan bovendien herkend worden aan zijn licht- tot roodbruine kleur.